# 4404 Enirac
4404 Enirac è un asteroide della fascia principale. Scoperto nel 1987, presenta un'orbita caratterizzata da un semiasse maggiore pari a 2,6453091 UA e da un'eccentricità di 0,3145716, inclinata di 30,34996° rispetto all'eclittica.